# Te ador
Te ador är ett studioalbum av den rumänska sångaren Elena Gheorghe. Det gavs ut den 11 juli 2008 och innehåller 11 låtar.

## Låtlista
| Nr  | Titel         | Längd |
| --- | ------------- | ----- |
| 1.  | Te Ador       | 3:40  |
| 2.  | O Noua Viata  | 3:25  |
| 3.  | Jumatate      | 3:52  |
| 4.  | Pana La Stele | 3:34  |
| 5.  | Tot ce Vreau  | 3:44  |
| 6.  | Spune-Mi      | 3:22  |
| 7.  | Langa Mine    | 3:05  |
| 8.  | Promisiuni    | 3:08  |
| 9.  | Zile Si Nopti | 3:14  |
| 10. | My Superstar  | 3:58  |
| 11. | I Love you    | 3:50  |

Med på spår 10 är Ciro de Luca.